# Jennifer Tour Chayes
Nữ giáo sư Jennifer Tour Chayes là Giám đốc Trung tâm Nghiên cứu Microsoft, Phó hiệu trưởng Trường Máy tính, Khoa học Dữ liệu và Xã hội, Đại học California tại Berkeley.

## Giải thưởng và danh hiệu
- Học bổng nghiên cứu Sloan 1989
- Thành viên Viện Nghiên cứu Cao cấp Princeton 1994-1995, 1997
- Diễn giả Đại hội Toán học Quốc tế 1998
- Hiệp hội vì sự tiến bộ của khoa học Hoa Kỳ 2006
- Thành viên Hiệp hội Máy tính [2]
- Hội viên Hội Toán học Hoa Kỳ 2012
- Giải Anita Borg 2012
- Giải John von Neumann của Hiệp hội Toán học Ứng dụng và Công nghiệp 2015
- Tiến sĩ danh dự của Đại học Leiden 2016
- Thành viên Viện Hàn lâm Khoa học Quốc gia Hoa Kỳ 2019